# Eutrichota lamellata
Eutrichota lamellata är en tvåvingeart som beskrevs av Fan och Chen 1988. Eutrichota lamellata ingår i släktet Eutrichota och familjen blomsterflugor. Inga underarter finns listade i Catalogue of Life.